# Clinocera maroccana
Clinocera maroccana är en tvåvingeart som först beskrevs av Seguy 1941.  Clinocera maroccana ingår i släktet Clinocera och familjen dansflugor. Inga underarter finns listade i Catalogue of Life.